# Cirrhigaleus
A Cirrhigaleus a porcos halak osztályába a tüskéscápa-alakúak rendjébe és a tüskéscápafélék családjába tartozó nem.

## Fajok
- Cirrhigaleus asper Merrett, 1973
- Cirrhigaleus australis WT White, Last & Stevens, 2007 [3]
- Cirrhigaleus barbifer S. Tanaka (I), 1912